# La canal del Val
La canal del Val o acueducto de la acequia Carraviega de Ateca está situado en el término municipal, a pocos kilómetro al noroeste del conjunto urbano, cruzando sobre el barranco del Val, cerca de la desembocadura en el río Manubles, también muy cercano a la antigua aldea de Monubles.

## Historia
No existe constancia escrita de la fecha de construcción, aunque lo más probable es que resulte ser una estructura hidráulica de la época de dominación árabe, de los siglos IX o X ya que se trata de una infraestructura para el riego y no para agua de boca. A principios del siglo XVIII, una gran avenida del barranco del Val, derribó uno de los arcos que fue reconstruido. El otro arco del acueducto es el original, si bien ha tenido reparaciones.

## Descripción
El acueducto, construido en mampostería, está destinado a la conducción de agua de riego de la acequia de Carravieja o acequia Carraviega y consta de dos arcadas. Su longitud total es de unos 45 metros y tiene una anchura superior a un metro y medio. Se sigue utilizando como infraestructura de riego.

## Catalogación
Se encuentra inscrita en el Inventario del Patrimonio Cultural Aragonés por lo según la ley 3/1999 de 10 de marzo del Patrimonio Cultural Aragonés tiene la protección de Bien inventariado del patrimonio cultural aragonés.